# 프리울리어
프리울리어(이탈리아어: Friulano, 영어: Friulian)는 이탈리아 북동부 프리울리 지방에서 사용되는 언어이다. 약 6십만 명에 달하는 화자가 사용하며 레토로망스어에 속해 있는 언어 가운데 가장 많은 인구가 사용하는 언어이다.
라딘어와 같은 뿌리를 두고 있기 때문에 종종 동라딘어라고 부르기도 하지만 수 세기 동안 독일어, 이탈리아어, 베네토어, 슬로베니아어 등 이웃 언어의 영향을 받으면서 라딘어와는 전혀 다른 언어가 되었다. 문헌에 처음 등장한 시기는 11세기이며 시, 문학 작품이 처음 등장한 시기는 1300년이다.

## 음운

### 닿소리
|        |            | 입술소리 | 치음/ 치경음 | 후치경음/ 경구개음 | 연구개음 |
| ------ | ---------- | -------- | ------------ | ------------------ | -------- |
| 비강음 | 비강음     | m        | n            | ɲ                  |          |
| 파열음 | 안울림소리 | p        | t            | c                  | k        |
| 파열음 | 울림소리   | b        | d            | ɟ                  | ɡ        |
| 파찰음 | 안울림소리 |          | ts           | tʃ                 |          |
| 파찰음 | 울림소리   |          | dz           | dʒ                 |          |
| 마찰음 | 안울림소리 | f        | s            |                    |          |
| 마찰음 | 울림소리   | v        | z            |                    |          |
| 유음   | 설측음     |          | l            |                    |          |
| 유음   | 전동음     |          | r            |                    |          |
| 반모음 | 반모음     | w        |              | j                  |          |

### 홀소리
|          | 전설 모음 | 중설 모음 | 후설 모음 |
| -------- | --------- | --------- | --------- |
| 고모음   | i, iː     |           | u, uː     |
| 중고모음 | e, eː     |           | o, oː     |
| 중저모음 | ɛ         |           | ɔ         |
| 저모음   |           | a, aː     |           |